# 風景写真出版
株式会社風景写真出版（ふうけいしゃしんしゅっぱん ）は、日本の出版社。

## 概要
1989年（平成元年）季刊 『風景写真』を創刊。風景写真の専門誌を発行している。『風景写真』は1993年より隔月刊となる。
多くの写真集を発行するとともに、全国の風景写真愛好家が表現力を競うフォトコンテストを行っていることが特徴の出版社である。

## 沿革
- 1989年 - 創業

社長兼編集長　石川薫

## 書店以外での取扱い
雑誌風景写真は書店以外に、雑誌の特質上、全国のカメラ店でも販売しており、また、販売をしてくれるカメラ店を募集している。

## 出版物

### 雑誌
- 隔月刊 風景写真[3]

### 写真集
- 風景写真BOOKS Artist Selection（写真集）[3]
- 『ライフスケープ』[3]
- 『風景写真』特別編集（ムックなど）[3]

## その他の活動
- 風景写真Award展[4]

各年度誌上フォトコンテストで、最優秀賞を受賞した作品の数々、前田真三賞クオリファイを通過した上位三作品を展示する作品展を各地で開催している。
- 美しい風景写真100人展[4]

主催：富士フイルム株式会社・隔月刊『風景写真』全国で開催。